# Rotwandlspitze
Die Rotwandlspitze  ist ein 2191 m ü. A. hoher Berg im Karwendel auf der Grenze zwischen Deutschland (Bayern) und Österreich (Tirol). Sie bildet einen Doppelgipfel mit der 2180 m ü. A. hohen Brunnsteinspitze.

## Lage und Umgebung
Die Rotwandlspitze liegt am südwestlichen Ende der Nördlichen Karwendelkette, die hier das bayrische Isartal im Westen vom österreichischen Karwendeltal im Südosten trennt. Die nächsten Ortschaften sind das zwei Kilometer südwestlich gelegene Scharnitz und nordwestlich Mittenwald. 150 Meter südwestlich vorgelagert ist die Brunnensteinspitze, nach welcher die Brunnsteinhütte benannt ist. Bis hierher folgt die Staatsgrenze von Norden kommend dem Kammverlauf der Nördlichen Karwendelkette, weiter verläuft sie die Westflanke hinab durch die Marchklamm in Richtung der Befestigungsanlage Porta Claudia im Scharnitzpass, dessen Ostseite das Bergmassiv bildet.
Etwa 150 Meter nordöstlich der Rotwandlspitze liegt auf einer kleinen Anhöhe namens Auf dem Blanken die Tiroler Hütte (2153 m ü. A.), die seit 2004 geschlossen ist. Weiter setzt sich der Kammverlauf über den Brunnensteinanger (2096 m ü. A.) zur 2301 m ü. A. hohen Kirchlspitze fort.

## Anstiege
Ein markierter Weg von Scharnitz führt, dem Kammverlauf folgend, über den 1924 m ü. A. hohen Brunnensteinkopf und die Brunnensteinspitze zum Gipfel (UIAA I). Ein weiterer, gut markierter, aber schlecht erkennbarer Steig (UIAA I) verläuft weiter östlich durch die kahle Südostflanke des Berges über die Pürzlbrünste und das Feichtl direkt zur Rotwandlspitze. Von Westen aus ist der Berg auf einem teilweise versicherten Wanderweg über die Brunnsteinhütte und den Brunnensteinanger zu erreichen (Brunnensteinweg).